# Доменикино
Доменики́но (итал. Domenichino, настоящее имя Доме́нико Дзампье́ри (итал. Domenico Zampieri); 21 октября 1581, Болонья — 15 апреля 1641, Неаполь) — итальянский живописец академического направления болонской школы.

## Биография
Будущий живописец родился в небогатой семье башмачника Джован Пьетро и его жены Валерии. Уменьшительное прозвище получил, по одной из версий из-за маленького роста, по другой — по причине застенчивости и нерешительности. Обучался грамматике и риторике, но уже в раннем возрасте проявил такие художественные способности, что отец позволил ему пройти обучение в мастерской проживавшего в Болонье фламандского живописца Дениса Калверта вместе со старшим братом, который вскоре бросил живопись, чтобы вернуться в сапожную мастерскую отца. Соучениками Доменико в мастерской Калверта были Гвидо Рени и Франческо Альбани, с которыми он подружился.
В 1595 году Доменикино был принят в болонскую Академию дельи Инкамминати («Академию вступивших на правильный путь»), в отсутствие Аннибале Карраччи, работавшего тогда в Риме, Агостино и Лодовико Карраччи; вместе с Лодовико, Рени и Альбани он сотрудничал в оформлении оратория Сан-Коломбано, недалеко от Болоньи.
В 1601 году Доменико покинул Болонью, чтобы переехать в Рим, где он жил в Рионе (районе) Монти вместе со своим другом Франческо Альбани, изучал произведения Рафаэля и сотрудничал с Аннибале Карраччи, возможно, самым известным в то время художником в Риме. Доменикино считал себя учеником Аннибале до самой смерти мастера в 1609 году и под его руководством сделал свои первые шаги в искусстве, участвуя с учителем в росписях Галереи Фарнезе (1595—1603), «одном из самых значительных произведений римского искусства конца XVI столетия».

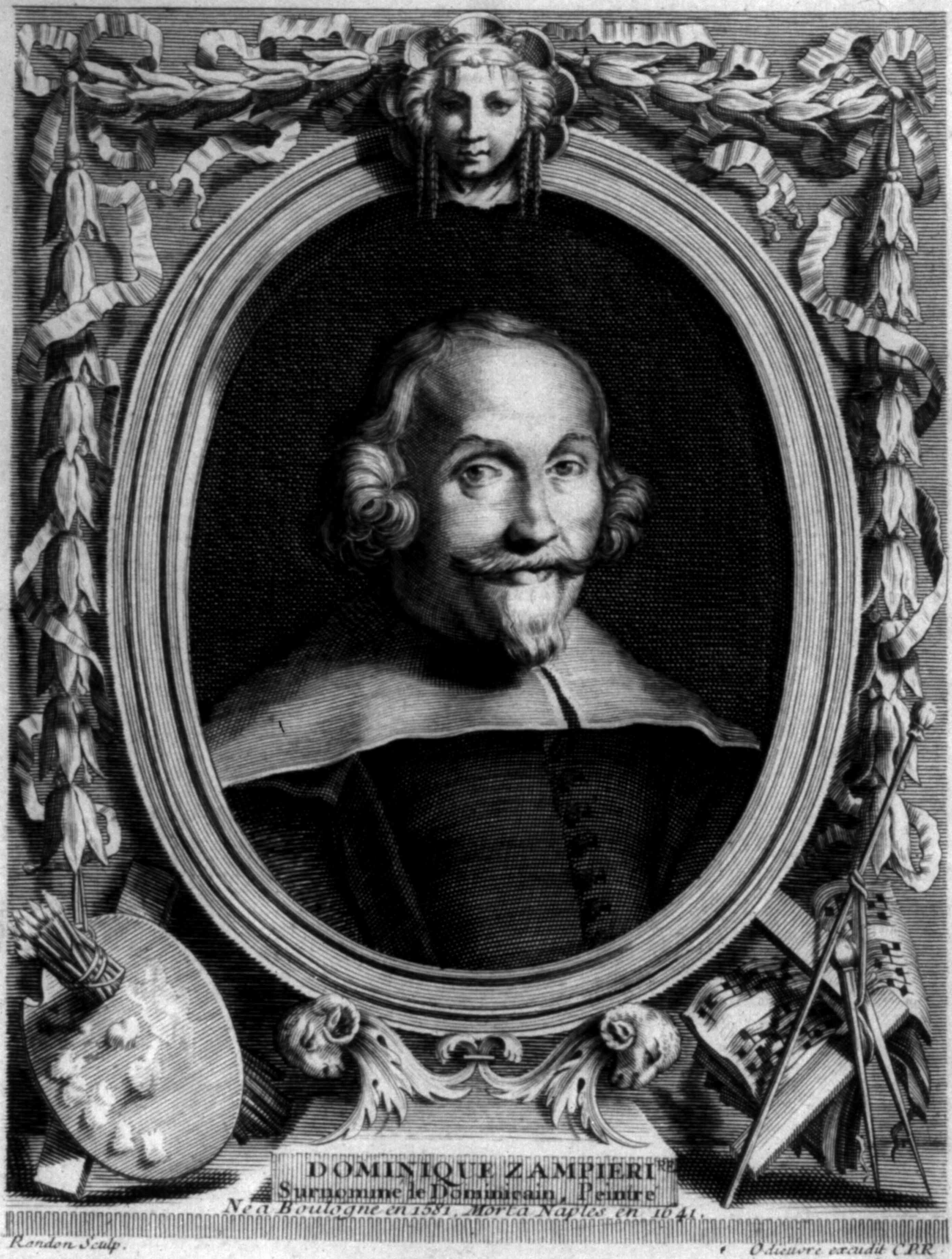
Портрет Доменикино. 1760. Офорт

Доменикино писал фрески в церкви Сант-Онофрио (1604—1605). Работал вместе с Гвидо Рени в церкви Святого Григория Великого. Увидев в этой церкви фреску Доменикино «Бичевание Святого Андрея», влиятельнейший Аннибале Карраччи признал, что теперь может сам учиться у «Маленького Доменико».
В 1604 году благодаря поддержке Джованни Баттиста Агукки, секретаря кардинала Пьетро Альдобрандини и «кардинала-племянника» папы Климента VIII, Доменикино написал фреску «Освобождение святого Петра» в церкви Сан-Пьетро-ин-Винколи. Художник стал другом кардинала; вместе они обсуждали многие вопросы искусства. Доменикино также написал портрет кардинала Агукки в соответствии с рафаэлевской традицией (ныне в галерее Уффици).
По заказу кардинала Одоардо Фарнезе Доменикино осуществил роспись капеллы «святых основателей Нила и Варфоломея» (Капеллы Фарнезе) в аббатстве Сан-Нило в Гроттаферрате (Лацио) (1608—1610). Доменикино расписывал церкви Сан-Луиджи-деи-Франчези (цикл «Жизнь Святой Цецилии»), Санта-Мария-ин-Трастевере и другие римские храмы. С 1630 года расписывал сокровищницу в Соборе Святого Януария в Неаполе (цикл «Жизнь Святого Януария»).
Около 1610 года он написал «Пейзаж со Святым Иеронимом», который ныне находится в Художественной галерее и музее Келвингроув в Глазго. Фигура льва, которого по легенде излечил Иероним Стридонский, вытащив у него из лапы занозу, восходит к гравюре на дереве Тициана, что подтверждает внимание Доменикино к венецианскому искусству.
Благодаря Джованни Баттиста Агуччи Доменикино получил заказ на выполнение серии фресковых пейзажей на вилле Альдобрандини во Фраскати (1616—1618), в том числе «Истории Аполлона».
Художник покинул Рим в 1618 году, остановившись в Болонье, чтобы написать запрестольный образ Мадонны дель Розарио, прежде чем поселиться в Фано. Он возвратился в Болонью в апреле, чтобы жениться на Марсибилии Барбетти. Призванный в 1621 году в Рим новым понтификом Григорием XV, 1 апреля Доменикино был назначен генеральным архитектором Апостольской палаты, но проектированием не занимался; в 1622 году ему было поручено расписать пандативы и хор базилики Сант-Андреа-делла-Валле, а несколько лет спустя, в 1628 году, написать истории жизни святого апостола Андрея в апсиде.
В тот же период Доменикино создал много картин: две «Истории Геракла», которые в настоящее время находятся в Лувре, запрестольный образ «Обращение святого Павла» из собора Вольтерры, «Мученичество святого Себастьяна» (1625—1630), первоначально для базилики Святого Петра, ныне в базилике Санта-Мария-дельи-Анджели-э-дей-Мартири, и «Мученичество святого Петра Веронского», вдохновлённое знаменитой в то время картиной Тициана (позднее утрачена).
Слава Доменикино как живописца в Риме привела к тому, что в 1629 году он был избран принцепсом (президентом) Академии Святого Луки. 23 марта 1630 года он принял в письме, отправленном в Неаполь, назначение хранителем Королевской капеллы сокровищ (Reale cappella del tesoro di San Gennaro) Сан-Дженнаро (собора Святого Януария) в Неаполе. В июне, он переехал в Неаполь. Он также писал фрески в соборе Святого Януария. 3 апреля 1641 года он составил завещание и умер через три дня. Купол собора будет украшен фресками Джованни Ланфранко.
Учеником Доменикино был маньерист Сассоферрато, соавтором по многим работам в Риме — А. Тасси.

## Оценки творчества художника
Картина Доменикино «Взятие Марии Магдалины на небо» находится в собрании Государственного Эрмитажа в Санкт-Петербурге. Она была приобретена в 1772 году из собрания барона Л. А. Кроза де Тьера в Париже. Другая — «Евангелист Иоанн» была приобретена императором Николаем I у Д. А. Нарышкина и происходит из Штутгарта. Ещё две картины условно приписываются школе Доменикино.
Произведения Доменикино долгое время сравнивали с шедеврами Леонардо да Винчи и Рафаэля, художника считали вторым римским живописцем после братьев Карраччи. Вторичность и эклектизм его творчества не замечали. О лёгкости его кисти слагали стихи, монархи ссорились из-за приобретения его картин. Драматическую дилогию «Доменикино» (1838) написал русский поэт и драматург Нестор Кукольник. И только когда Джон Рёскин в одной из ранних статей распознал в болонцах сухих эклектиков, популярность Доменикино пошла на убыль. Даже в специальных исследованиях об искусстве этой эпохи о Доменикино пишут сравнительно немного. Французский историк искусства Жермен Базен упоминал Доменикино только в связи с рассмотрением связи живописцев Рима и Болоньи в первой половине XVII века и «барочным классицизмом» такого яркого представителя этого стиля, как Гвидо Рени. Доменикино же, — по определению Базена, — «обнаружил решительную склонность к классицизму, тем самым указав путь Пуссену».
Единственная в XX веке персональная выставка произведений Доменикино состоялась в 1996—1997 годах в Палаццо Венеция в Риме.

## Галерея

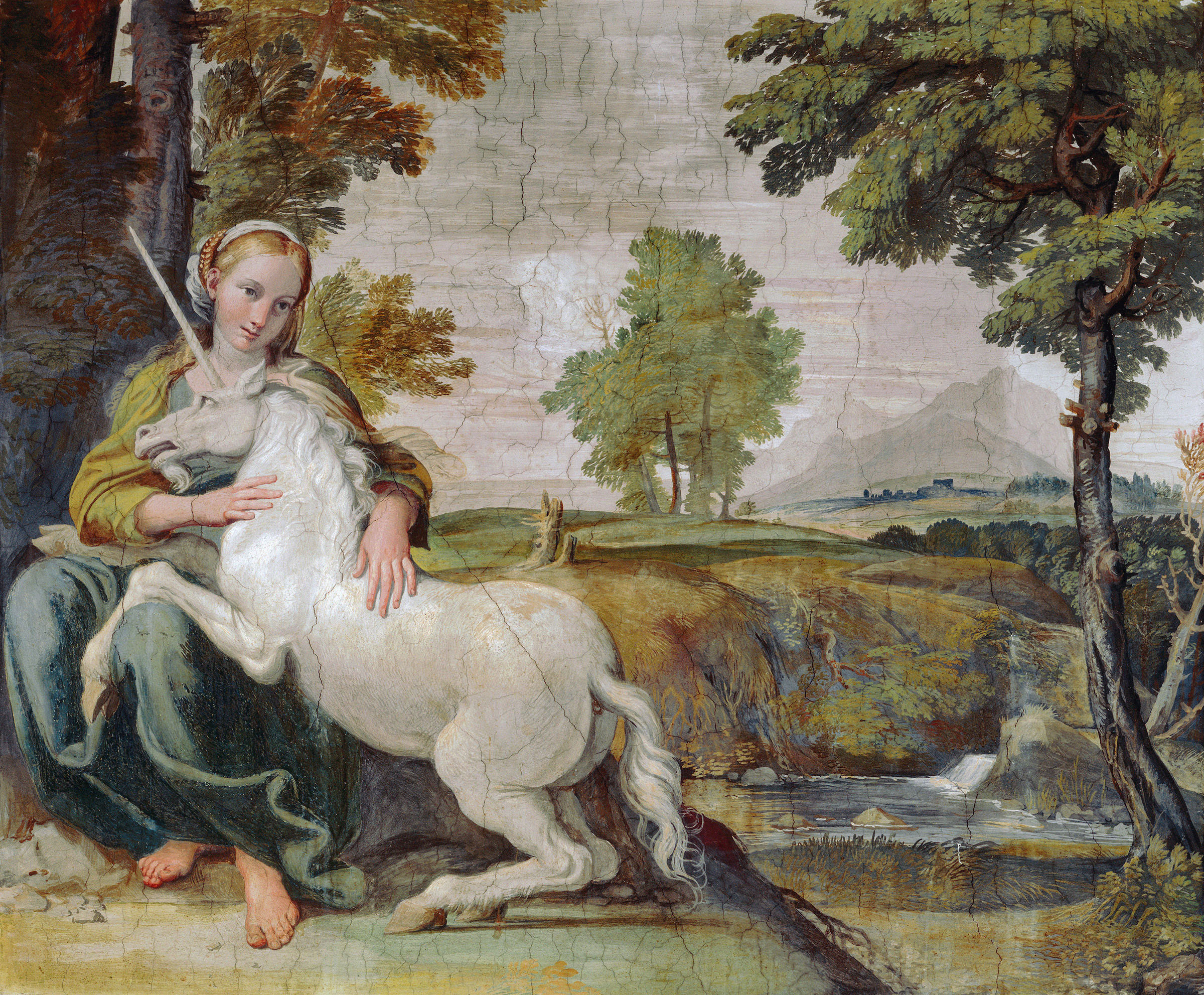
Дева с единорогом. Ок. 1602. Фреска. Палаццо Фарнезе, Рим
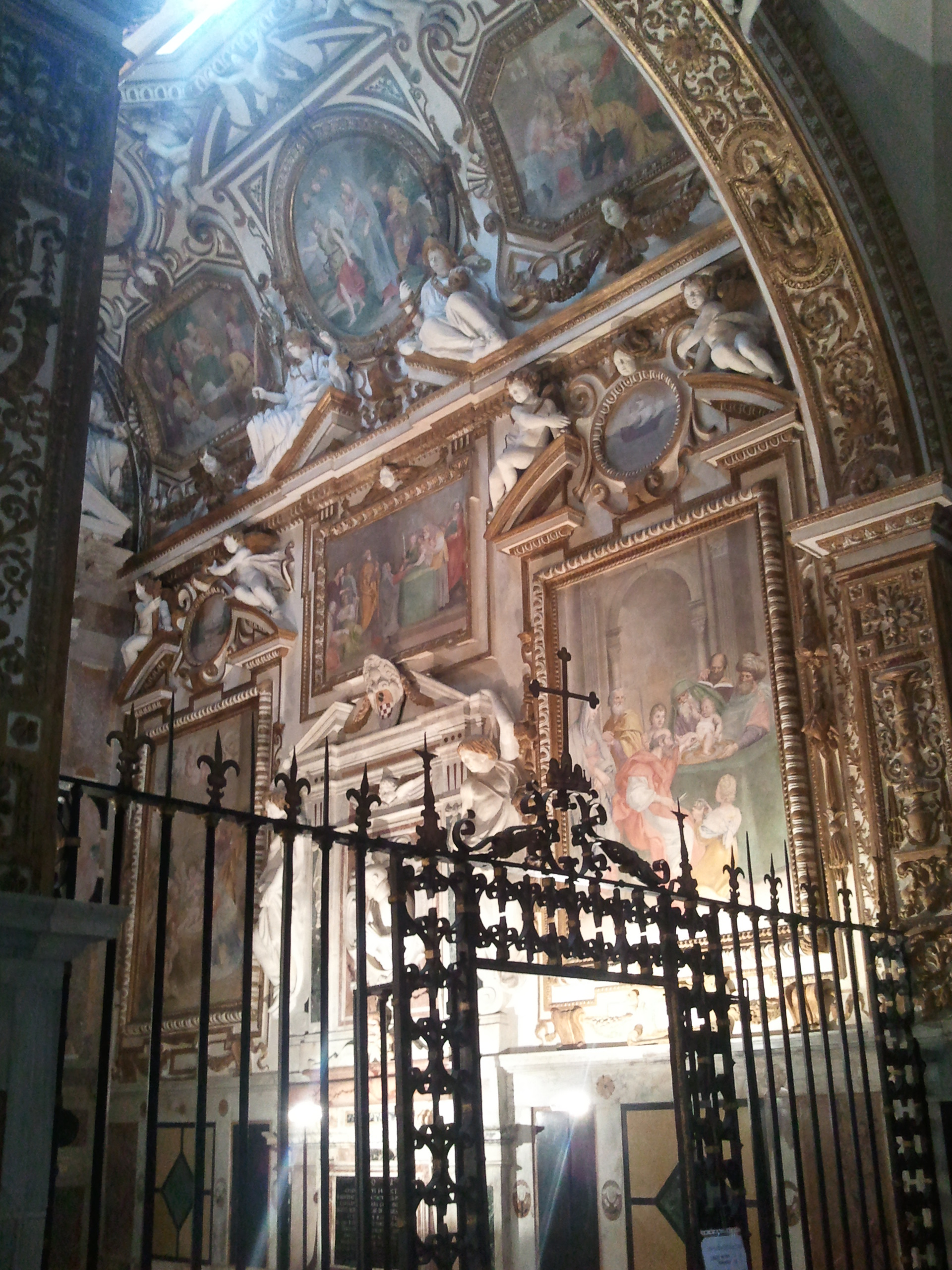
Роспись капеллы Нольфи в Соборе Вознесения Девы Марии в Фано
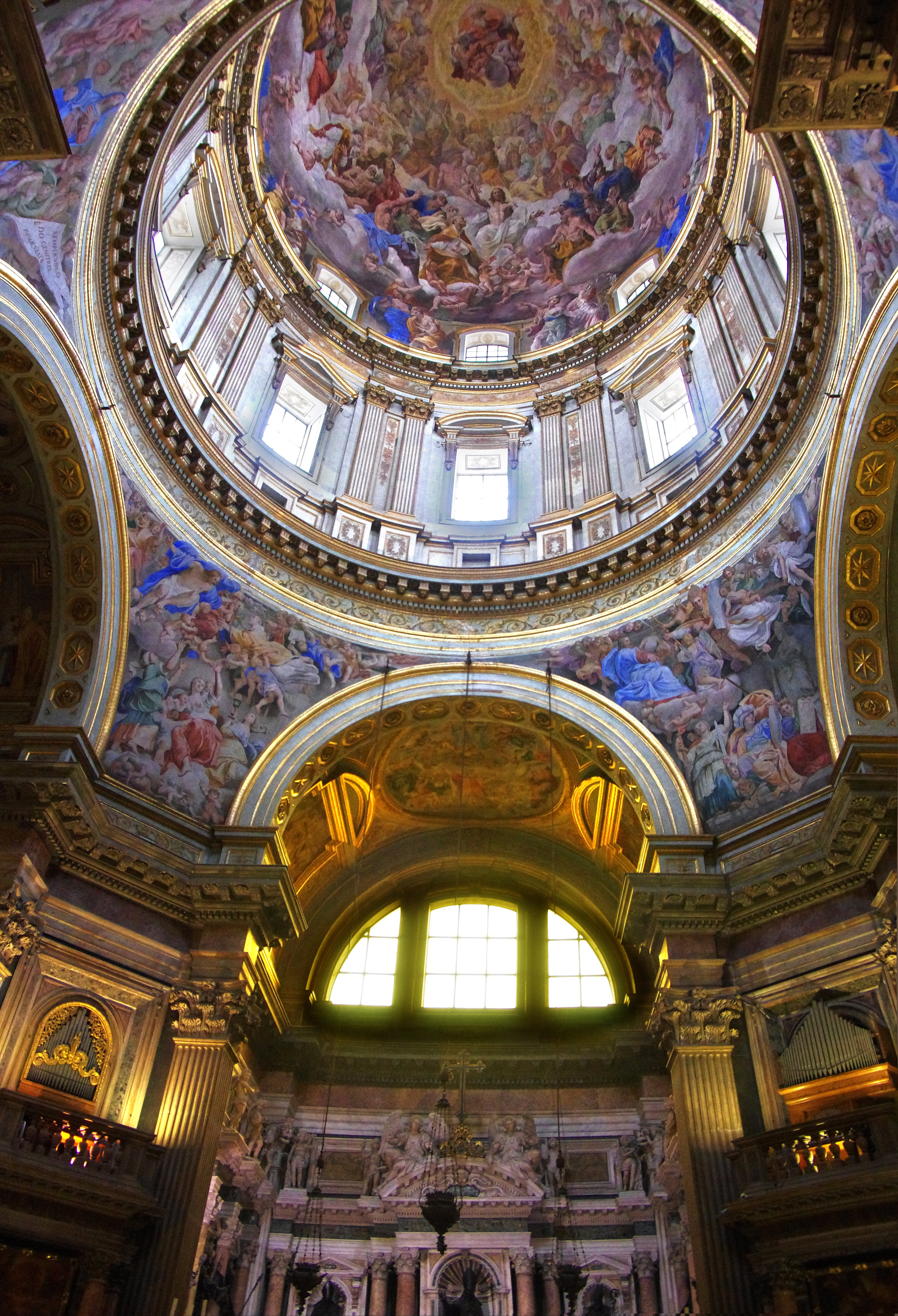
Королевская капелла сокровищ собора Сан-Дженнаро, Неаполь. Роспись пандативов Доменикино, роспись купола Дж. Ланфранко. 1631—1643
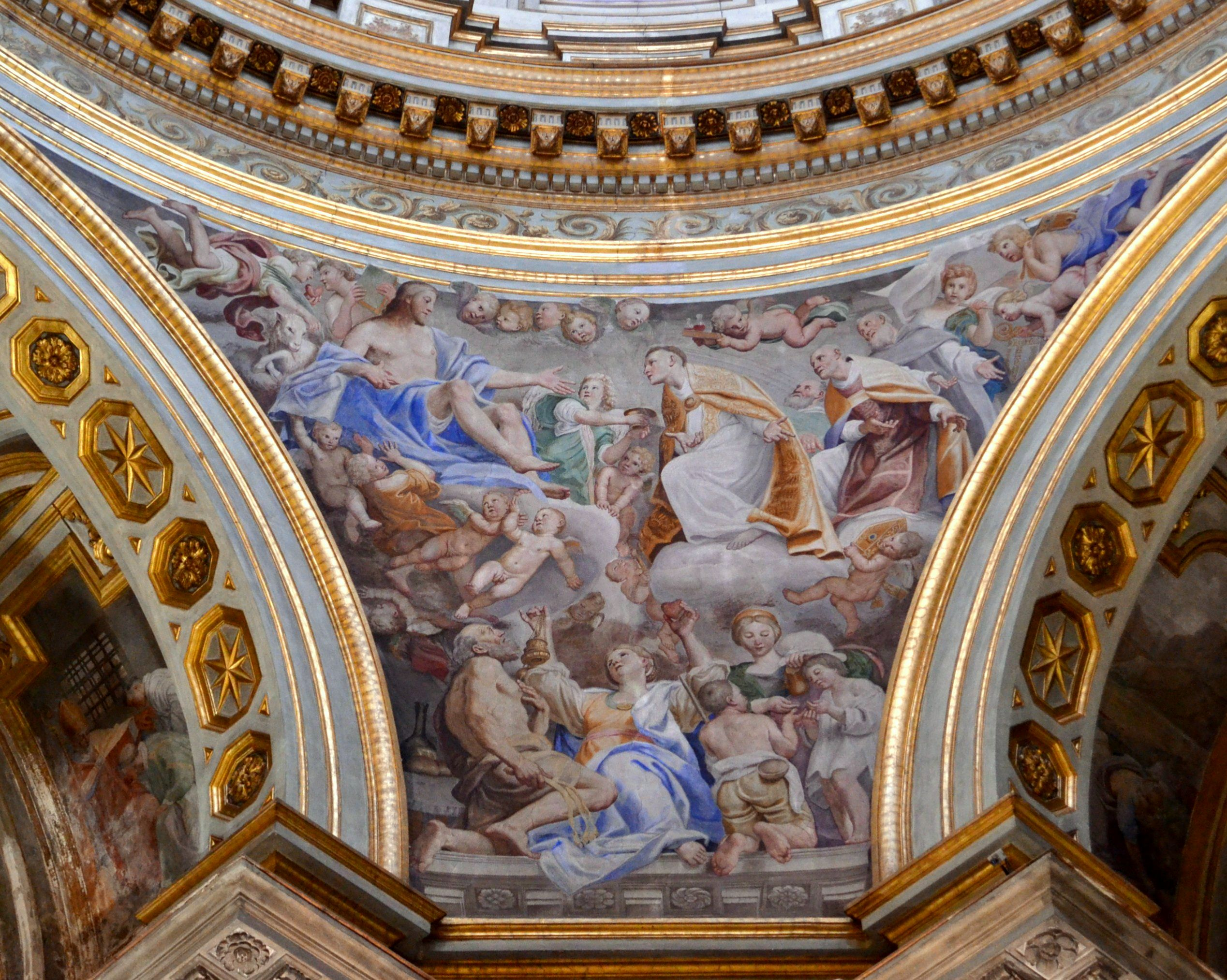
Королевская капелла сокровищ собора Сан-Дженнаро. Роспись пандатива
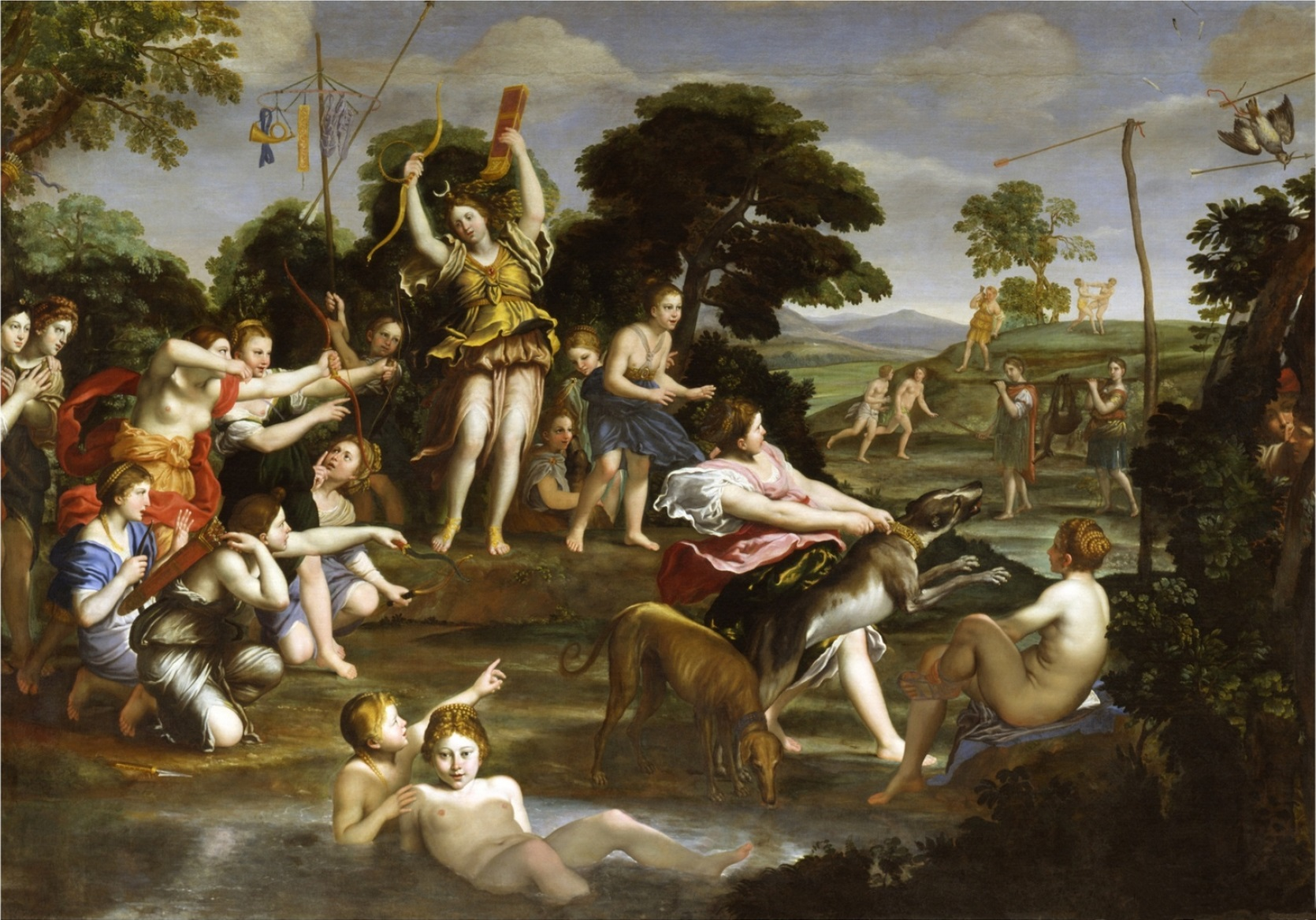
Охота Дианы. Между 1616 и 1617. Холст, масло. Галерея Боргезе, Рим
Мученичество Святого Петра Веронского. Ок. 1620. Холст, масло. Национальная пинакотека, Болонья
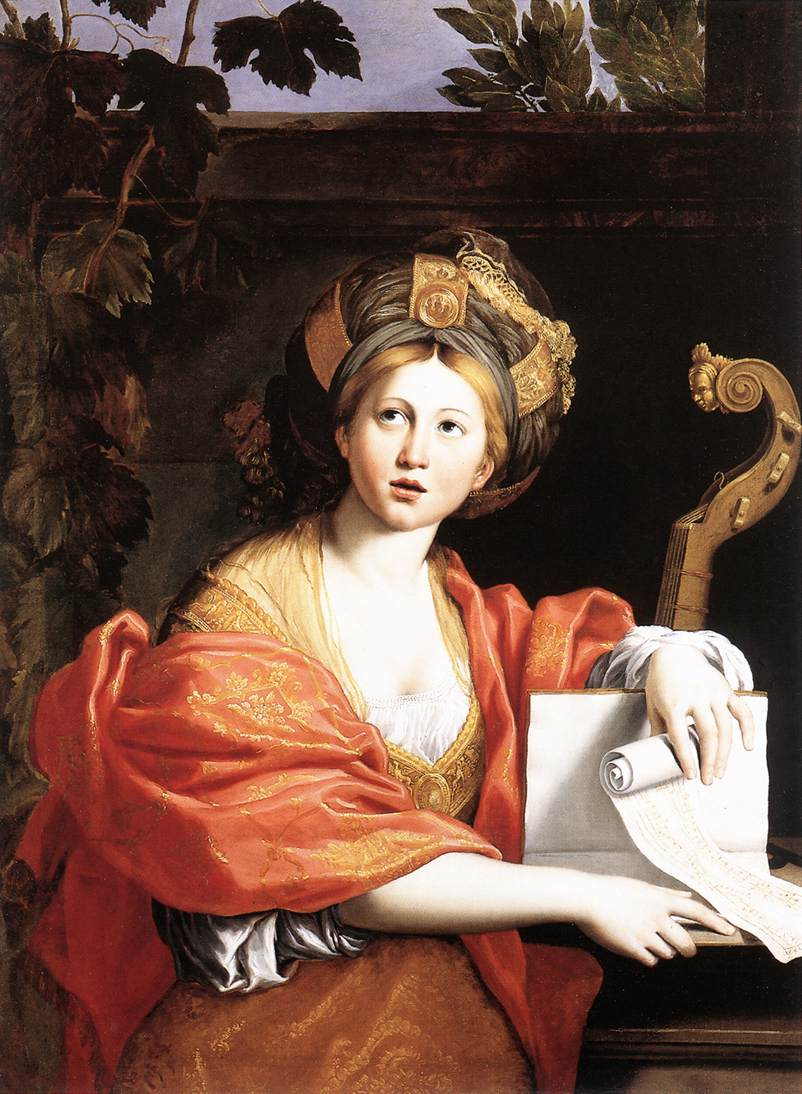
Сивилла. Между 1616 и 1617. Холст, масло. Галерея Боргезе, Рим
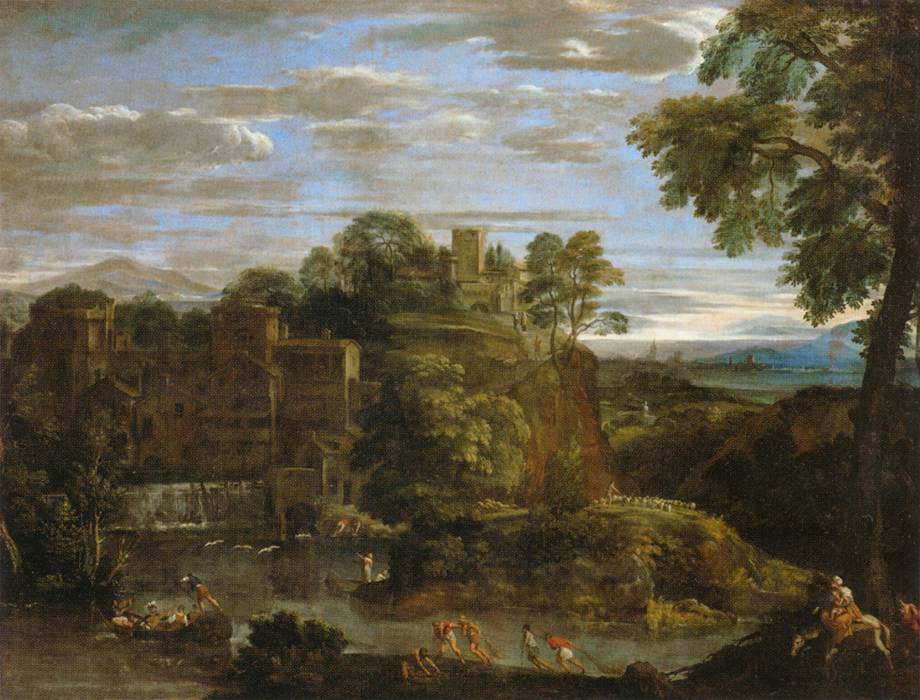
Бегство в Египет. Между 1620 и 1623. Холст, масло. Лувр, Париж
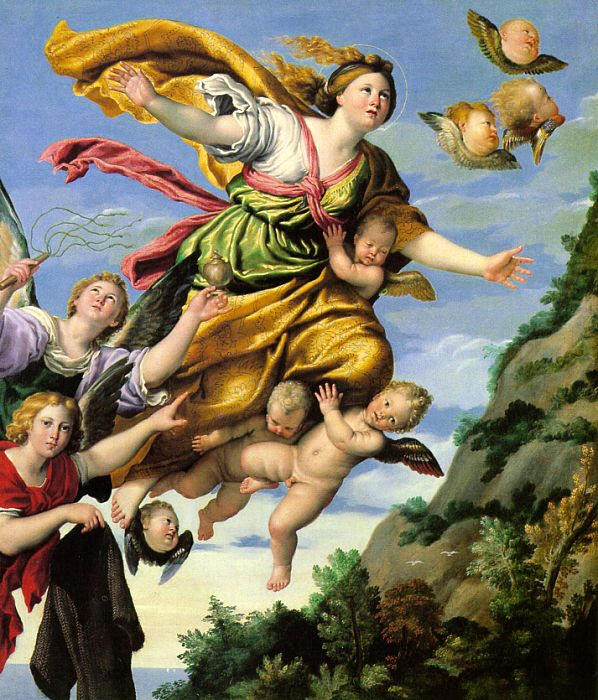
Взятие Марии Магдалины на небо. 1617—1621. Холст, масло. Государственный Эрмитаж, Санкт-Петербург
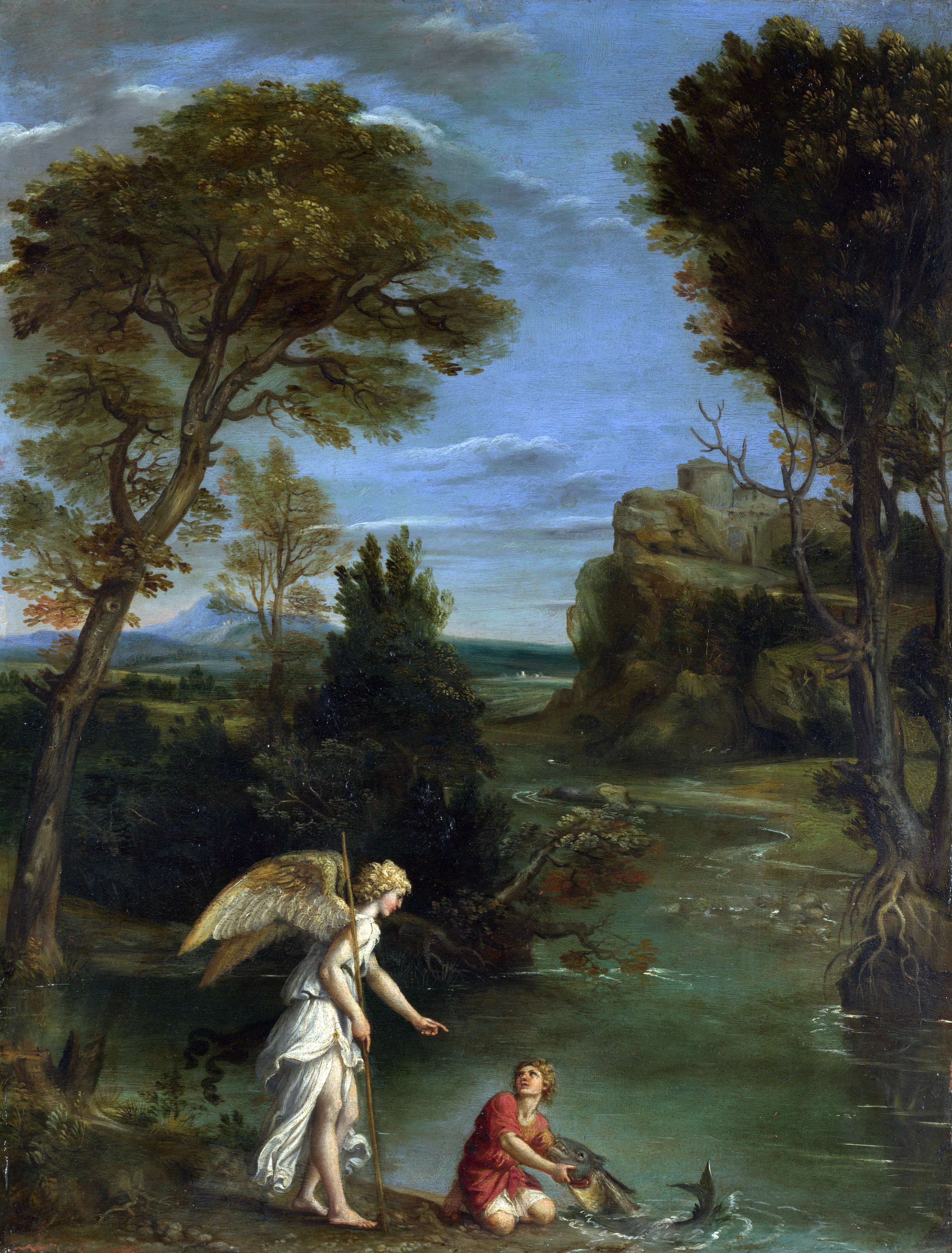
Пейзаж с Товием, поймавшим рыбу. Ок. 1610. Медь, масло. Национальная галерея, Лондон